# ドラッグリダクションシステム

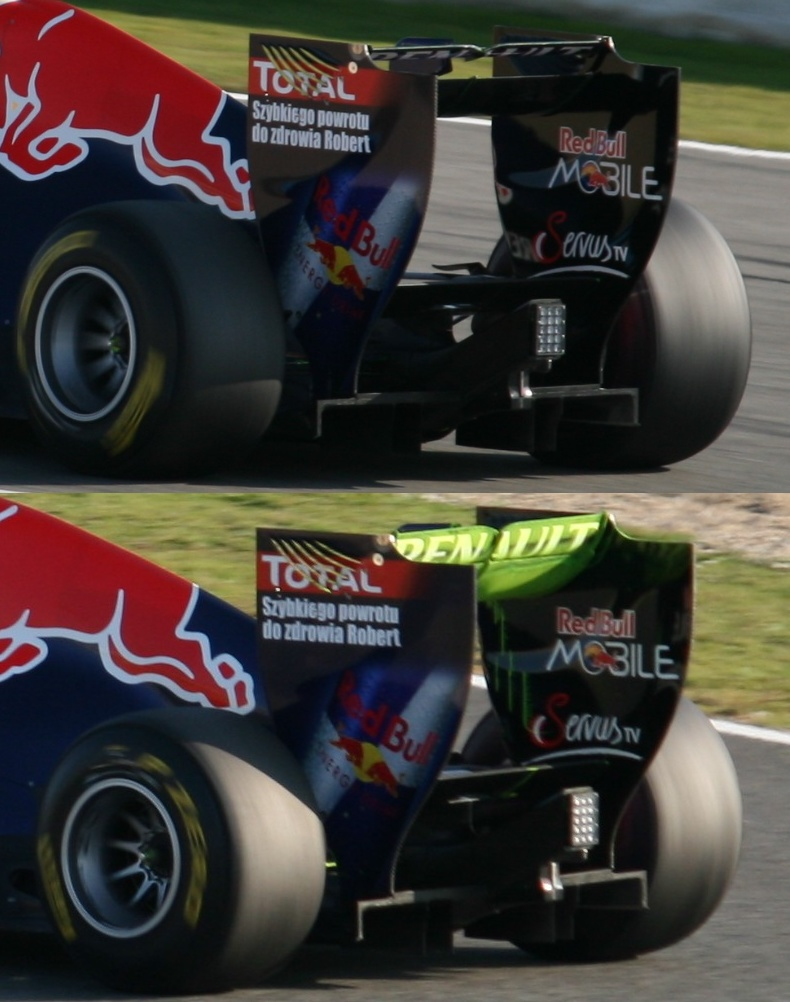
レッドブル・RB7のDRS
（上）稼働中。
（下）通常時。

ドラッグリダクションシステム （ 英：Drag Reduction System ） は、電子制御によって可動型エアロパーツ（特にウイング）の働きを弱め、空気抵抗による抗力（ドラッグ）を低減（リダクション）するシステムを指す。
主にF1にて2011年より使用が認められ、略称として「DRS」と呼ばれる。
本記事では特に但し書きがない限り、2011年度 F1テクニカルレギュレーション第3条の18項 「ドライバーによる調節可能なボディワーク」に基づき、狭義である2011年のF1世界選手権のルールより使用が認められる「可変リアウィング（オーバーテイクウィング）」について記すものとする。

## 概要
ドライバーが調節可能なボディワークを機能させる場合、電子制御を介して（第8条の2項を参照）調節することができる。各サーキットで事前に決定したポイントで計測した結果、他車の1秒後方以内にドライバーが居る場合にのみ電子制御が有効となる。このシステムはドライバーが電子制御を起動した後、ドライバーがブレーキを使用した時点で無効となるものである。

### DRSの考案と採用
F1におけるレースのエンターテイメント性をより向上させる目的として、コース上でのマシンの追い越し（オーバーテイク）がよりレースをエキサイティングにすると言われているが、近年のF1マシンの性能が非常に高いためにコース上でのオーバーテイクが以前に比べて難しくなってきているとも言われており、反面に競技参加チームに対する運営費の高騰を抑えるために技術的な制限を含めたバジェットキャップと呼ばれるチーム運営費に上限を設ける措置をとる必要があった。比較的開発費の低い手法で、より安全にオーバーテイクを演出させる手法として考案された。したがって、当初は「オーバーテイクウィング」と呼ばれた。
この手法は各F1チームに在籍する12名のテクニカルディレクターが2010年のカナダGPで話し合って考案したもので、この年登場したFダクトがドライバーの片手をふさぐために廃止が濃厚であったことと、特に上位チームがレギュレーションの隙間をかいくぐるように莫大な資金を注入して開発し続けていた可変フロントウィング（フレキシブルウィング）を廃止しようという動きが強まり、それに変わる空力パーツが求められたためである。
この案はFIAに受け入れられ、2010年12月10日に正式に「可変リアウィング（Moveable rear wings）」としてレギュレーションで使用が承認された。2011年2月6日にはこのシステムについての基幹となる明確なルールが定められた。

### 作動原理

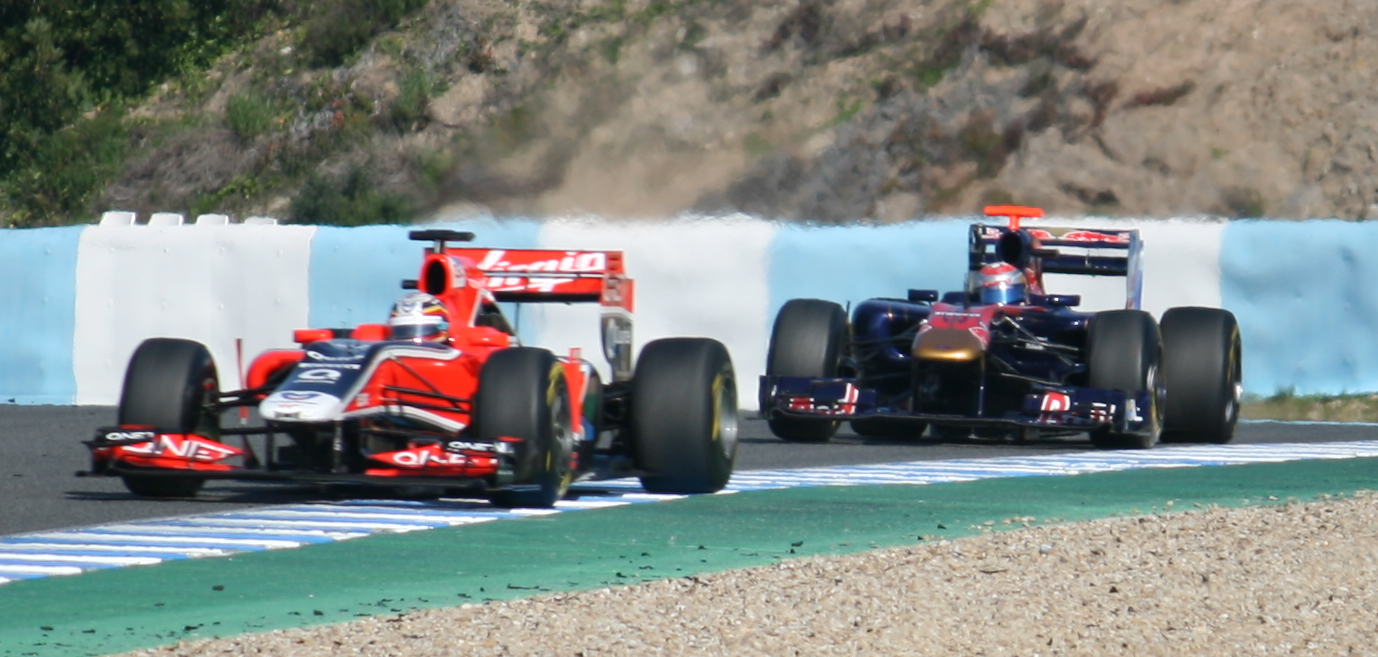
ヴァージン・MVR-02を追走するトロ・ロッソ STR6。
可変リアウィング（DRS）を作動させてオーバーテイクを仕掛けようとしている。

このシステムの名称は3月頃より各国のスポーツ誌やF1関連サイトの間で「DRS（Drag Reduction Systems）」と呼ばれ始めた。DRSは直訳で「抗力低減装置」となり、実際にリアウィングを可変させることで抗力を低減させることができるためマシンの加速が増す。
リアウィングの下面を通過する気流の流速が上面よりも速いと、上下の圧力差により下向きの力（ダウンフォース）が発生する。これは飛行機の翼を逆さまにした状態とみなすことができる。ウィングの反り角（キャンバー）を大きくするほどより多くのダウンフォースが発生するが、度を越すと気流がウィング下面から剥離して効果が減じてしまう。このため、ウィングをメインエレメントとフラップの2枚構造とし、その隙間（スロット）から下面に気流を送って剥離を遅らせる工夫がされている。
DRSを作動させると、電動モーターによりフラップ前縁が上にスライドし、メインエレメントとの隙間が拡大する。その隙間を気流がストレートに通過し、ウィング下面に沿って流れようとする気流を強制的に剥離させる。これによりウィング本来の機能が無効化され、ダウンフォースの発生がキャンセルされる。その結果、ダウンフォースに比例する空気抵抗も減少し、抗力の少ない状態で車速が伸びることになる。
その加速補助について、当初は5km/h～10km/h程度の加速補助であろうといわれていたが、実際には先行車両との速度差は10km/h～15km/h以上、さらにKERSと併用すればコースによっては20km/h近いスピード差が生じる。

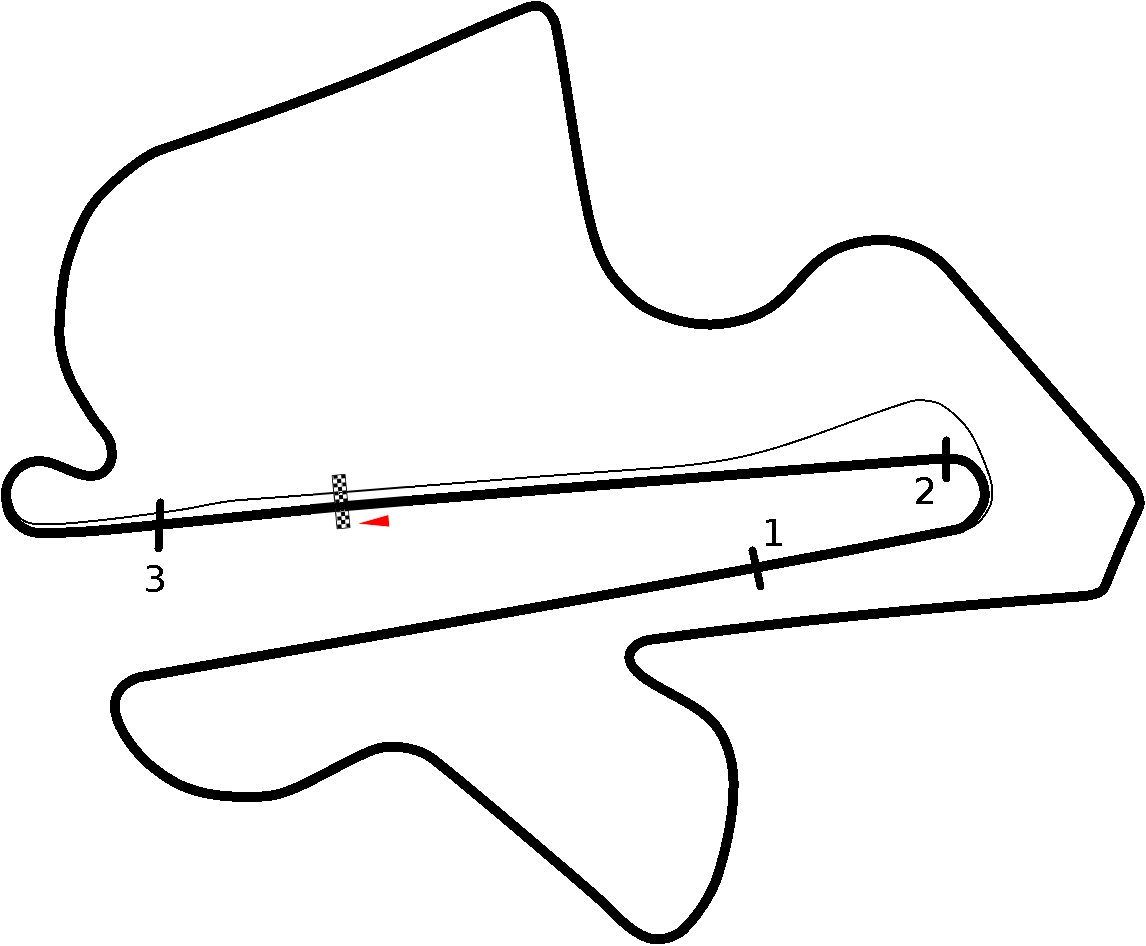
セパン・インターナショナル・サーキットにおけるDRSの使用
1.測定ポイント
2.DRS使用許可開始地点
3.DRS使用許可終了地点

## DRSを使用する上でのルール

### 2011年
2011年オーストラリアGP開幕前となる3月16日、FIAの技術部門責任者であるチャーリー・ホワイティングが記者会見を行った。その内容の中でこのシステムが「DRS」という名称であることを明確に発言した。また、この会見の中でDRSはオーバーテイクの可能性を改善しつつ、かつあまりにもオーバーテイクを安易なものにしないという目的で定めたものであり、あるいは「あくまで後続ドライバーに対する加速の支援であり、オーバーテイクを保障するものではない。」とも発言した。このほか、数日以内に最終的なルールの明確化が行われることに若干含みを持たせていた。
3月25日、2011年のF1世界選手権における最終的なルール調整が行われた。
但し、シリーズが進む中で小修正が行われた。
| 区分              | ルールの種類                | 詳細 |
| ----------------- | --------------------------- | --- |
| サイズ            | リアウィングのサイズ        | 高さ950mm以下、横幅750mm以下 （※：2009年以降のF1テクニカルレギュレーションに準拠） |
| サイズ            | DRSの初期設定               | リアウィング上部翼と下部翼の隙間が10mm以内でなければならない。この状態を固定値とする。 |
| サイズ            | DRSの可動領域               | リアウィング上部翼の可動領域は、固定値から50mm以内に定められている。 |
| DRS使用許可の基準 | 前方車両間の基準            | DRSの使用が許可される車両は、前方の車両との間隔が後述の「測定ポイント」での計測で1秒以内である事を条件とする。 |
| DRS使用許可の基準 | 測定ポイント                | 多くはホームストレートの手前になる最終コーナー付近を測定ポイントとする。ただし、FIAが各サーキット毎に定めた測定ポイントが厳密な箇所となるため、この限りではない[8]。                                                                     |
| DRS使用許可の基準 | DRS使用許可区間             | 当初はホームストレートエンドの600m間を基準に使用が許可されたが、ルール変更に伴い最終コーナー手前からDRSの使用が許可される。ただし、FIAが各サーキット毎に定めたDRS使用許可区間が厳密な区間となるため、この限りではない[8]。               |
| DRS使用許可の基準 | レース以外のDRS使用許可区間 | フリー走行、公式予選ではサーキットのどの区間でもDRSの使用が許可される。 |
| DRS使用許可の基準 | DRSの使用が禁止される条件   | レーススタート後2周が経過する以前でのDRSの使用、またはセーフティカーが導入されている間のDRSの使用が禁止されている。 |
| DRSの機能について | DRSの安全面                 | ドライバーがDRSを作動させた後、最初にブレーキを踏んだ瞬間にDRSが強制終了されるようにしなければならない。 |
| DRSの機能について | DRSの動作                   | 「測定ポイント」を「前方車両間の基準」に準拠する範囲（1秒以内）で通過したドライバーに対し、DRSの使用許可が伝達される。ドライバーは自己判断でボタンなどの電子制御部品を使用してDRSを作動させることができる。                              |
| DRSの機能について | DRS使用範囲の視覚面         | 対象ドライバーが通過したことを検知するエリアには路面に白線を引く。また、DRSが使用可能な区間も路面に白線を引いてドライバーに知らせるものとする。DRSが使用可能な場合、コックピット内で緑色のランプが点灯することでドライバーに知らせる。   |
| DRSの機能について | その他の安全面              | マシンがウェットタイヤ、インターミディエイトタイヤを装着した状態でのDRSの使用はフリー走行、公式予選、決勝レースのいかなるセッションを含めてテクニカルレギュレーションの第2条の3項「危険の解釈」に抵触したとしてルール違反となる[9][10]。 |

### 2012年
前年の導入実績を反映して、2012年のF1世界選手権ではDRSの使用ルールを最適化しようという動きが加速した。3月9日、FIAはウェットコンディション時のDRSの使用を「視界不良の場合にDRSの使用を禁止することが出来る」というルールに変更した。また、DRS計測地点とDRS使用可能区間も前年度のレースデータを参考に位置の変更や区間の短縮や延長など改善が施された。

## FIAが設定したDRS計測地点とDRS使用可能区間
| 年度   | 開催グランプリ   | 開催サーキット                             | DRS計測地点                                                         | DRS使用可能区間 |
| ------ | ---------------- | ------------------------------------------ | ------------------------------------------------------------------- | --- |
| 2011年 | オーストラリアGP | アルバート・パーク・サーキット             | ターン14の手前14m地点[14]                                           | 867mにわたるホームストレート区間[14] |
| 2011年 | マレーシアGP     | セパン・インターナショナル・サーキット     | ターン15の手前207m地点[15]                                          | ターン15からターン1までのホームストレート区間[15] |
| 2011年 | 中国GP           | 上海インターナショナルサーキット           | ターン12[16]                                                        | ターン13通過後のバックストレートの中間地点からターン14までの区間[16] |
| 2011年 | トルコGP         | イスタンブール・パーク                     | ターン9の手前[17]                                                   | ターン11手前からターン12までの区間[17] |
| 2011年 | スペインGP       | カタロニア・サーキット                     | ターン16の手前[18]                                                  | ターン16通過後のホームストレート区間をターン1まで870m[18] |
| 2011年 | モナコGP         | モンテカルロ市街地コース                   | ターン16の後44m地点[19]                                             | ターン18の後18m地点よりターン1までのホームストレート区間。なお、1350m地点から2020m地点までの区間（トンネル周辺）は終日を通してDRS使用禁止[19]                             |
| 2011年 | カナダGP         | ジル・ヴィルヌーヴ・サーキット             | ターン10[20]                                                        | I）ターン10からターン12までの区間 II）ターン13からターン1までの区間[20]                                                                                                   |
| 2011年 | ヨーロッパGP     | バレンシア市街地コース                     | ターン8の手前130m地点[21]                                           | I）ターン10の後250m地点からターン13までの区間 II）ターン14の後35m地点からターン17までの区間[21]                                                                           |
| 2011年 | イギリスGP       | シルバーストーン・サーキット               | ターン3の手前25m地点[22]                                            | ターン4の後45m地点からターン6までの区間[22] |
| 2011年 | ドイツGP         | ニュルブルクリンク                         | ターン10手前[23]                                                    | ターン11からターン12までの区間[23] |
| 2011年 | ハンガリーGP     | ハンガロリンク                             | ターン13から14までの区間[24]                                        | 最終コーナーのエイペックスから70m地点からターン1までの区間[24] |
| 2011年 | ベルギーGP       | スパ・フランコルシャン                     | ターン2の手前235m地点[25]。                                         | ターン4の後270m地点（ケメル・ストレート）からターン5（レ・コーム）までの区間[25]。なお、ターン3からターン5までの区間（オー・ルージュ）では終日DRSの使用禁止となった[26]。 |
| 2011年 | イタリアGP       | モンツァ・サーキット                       | I) ターン4から5までの間（レスモ） II) ターン8の後（パラボリカ）[27] | I) ターン5からターン7までのセラグリオカーブを挟んだ区間 II) ターン8直後からホームストレートを挟んでターン1までの間[27]                                                    |
| 2011年 | シンガポールGP   | シンガポール市街地コース                   | ターン5の手前250m地点[28]                                           | ターン5から35mより、ターン7までの区間[28] |
| 2011年 | 日本GP           | 鈴鹿サーキット                             | ターン15（130R）の後70m地点[29]                                     | ターン18（日立オートモティブシステムズシケイン）の後30m地点からターン1までの区間[29]                                                                                      |
| 2011年 | 韓国GP           | 韓国インターナショナルサーキット           | ターン1の後30m地点[30]                                              | ターン2の後516m地点[30]から600mの区間[31] |
| 2011年 | インドGP         | ブッダ・インターナショナル・サーキット     | I) ターン15の後10m地点[32] II) ターン3の手前16m地点[32]             | I) ターン16の後36m地点よりターン1までの区間[32] II) ターン3後の510m地点よりターン4までの区間[32]                                                                          |
| 2011年 | アブダビGP       | ヤス・マリーナ・サーキット                 | I) ターン7の手前40m地点[33] II) ターン9の手前50m地点[33]            | I) ターン7の後470m地点からターン8までの区間[33] II) ターン10からターン11までの区間[33]                                                                                    |
| 2011年 | ブラジルGP       | インテルラゴス・サーキット                 | ターン2[34]                                                         | ターン3出口の手前133m地点からターン4までの区間[34] |
| 2012年 | オーストラリアGP | アルバート・パーク・サーキット             | ターン13からターン14までの間[35]                                    | I) ターン1の手前795m地点からターン1までの区間[35] II) ターン10からターン11までの区間[35]                                                                                  |
| 2012年 | マレーシアGP     | セパン・インターナショナル・サーキット     | 前年度と同じ                                                        | 前年度と同じ |
| 2012年 | 中国GP           | 上海インターナショナルサーキット           | 前年度と同じ                                                        | ターン14の手前752m地点からターン14までの区間[36] （前年度と同じ場所だがDRSゾーンは50m短縮[37]）                                                                           |
| 2012年 | バーレーンGP     | バーレーン・インターナショナル・サーキット |                                                                     | |

## 評価
DRSを投入したことによりオーバーテイクが増加し、レースがエキサイティングになったと好意的な評価が多い。
又、2011年イギリスグランプリまでの9戦を消化した段階で、F1運営側が公式にDRSによるオーバーテイクがどのように変化したかについてデータを公表した。発表されたデータによると9戦で623回のオーバーテイクが行われたとされる。
623回のオーバーテイクの内、180回がDRSを使用した事によるオーバーテイクであり、残りの443回中175回は上位9チームがチーム・ロータス、HRT、ヴァージンの3チームをオーバーテイクした回数であり、43回はチームメイト同士のオーバーテイクの回数であり、これらを差し引いた225回が上位9チームによるDRSをせずにオーバーテイクした回数となる。但し、この発表にはオープニングラップのスタートダッシュなどでの順位の入れ替えを除外されている為、実際にはオーバーテイクの数がさらに多いと思われる。又、当然ながら周回遅れの追い越しは換算されていない。
DRSによるオーバーテイクの割合は平均で約29%となるが、特にバレンシア市街地コース（50%）、イスタンブール・パーク（41%）、カタロニア・サーキット（35%）、上海インターナショナルサーキット（33%）ではDRSによるオーバーテイク効果が非常に高かったと言える。しかし、逆にモンテカルロ市街地コース（9% = 22オーバーテイク中、DRSによるオーバーテイクは2回）、アルバート・パーク・サーキット（17% = 30オーバーテイク中、DRSによるオーバーテイクは5回）、シルバーストン・サーキット（20% = 29オーバーテイク中、DRSによるオーバーテイクは6回）などあまり効果がないサーキットも見られた。
2011年のF1世界選手権に参戦しているコンストラクターであるメルセデスGPとautosport紙の調査によると、2011年シーズンにおけるオーバーテイク総数は1486回となり、この内オープニングラップにおける順位変動が150回と車両が損傷・故障とした事による順位変動が121回、下位3チームをオーバーテイクした310回とチームメイトのオーバーテイク80回を除外した822回が純粋なオーバーテイクと判断されている。
内、452回に関しては通常のオーバーテイクであるが、残りの370回のオーバーテイクに関してはDRSを使用したオーバーテイクであると報告され「純粋なオーバーテイク」の内45%がDRSを使用したオーバーテイクであるとされる。
なお、この方式による統計では2011年のF1世界選手権中に最もオーバーテイクをしたドライバーがミハエル・シューマッハとなる
DRS以外にもピレリがF1に再参入したことにより、よりショー性が高いタイヤが導入された結果、タイヤの摩耗状況でレースの状況が刻々と変化するというタイヤの要素も重なり、この相乗効果もあってDRSの有無を問わずにオーバーテイク数が増加していると見られるが、元F1チャンピオンであるジャック・ヴィルヌーヴのように「作為的なシステムを用いることによって苦もなく前のマシンを追い抜くシーンなど見たくもない」という否定的な意見もある。

## 過去の可変空力装置

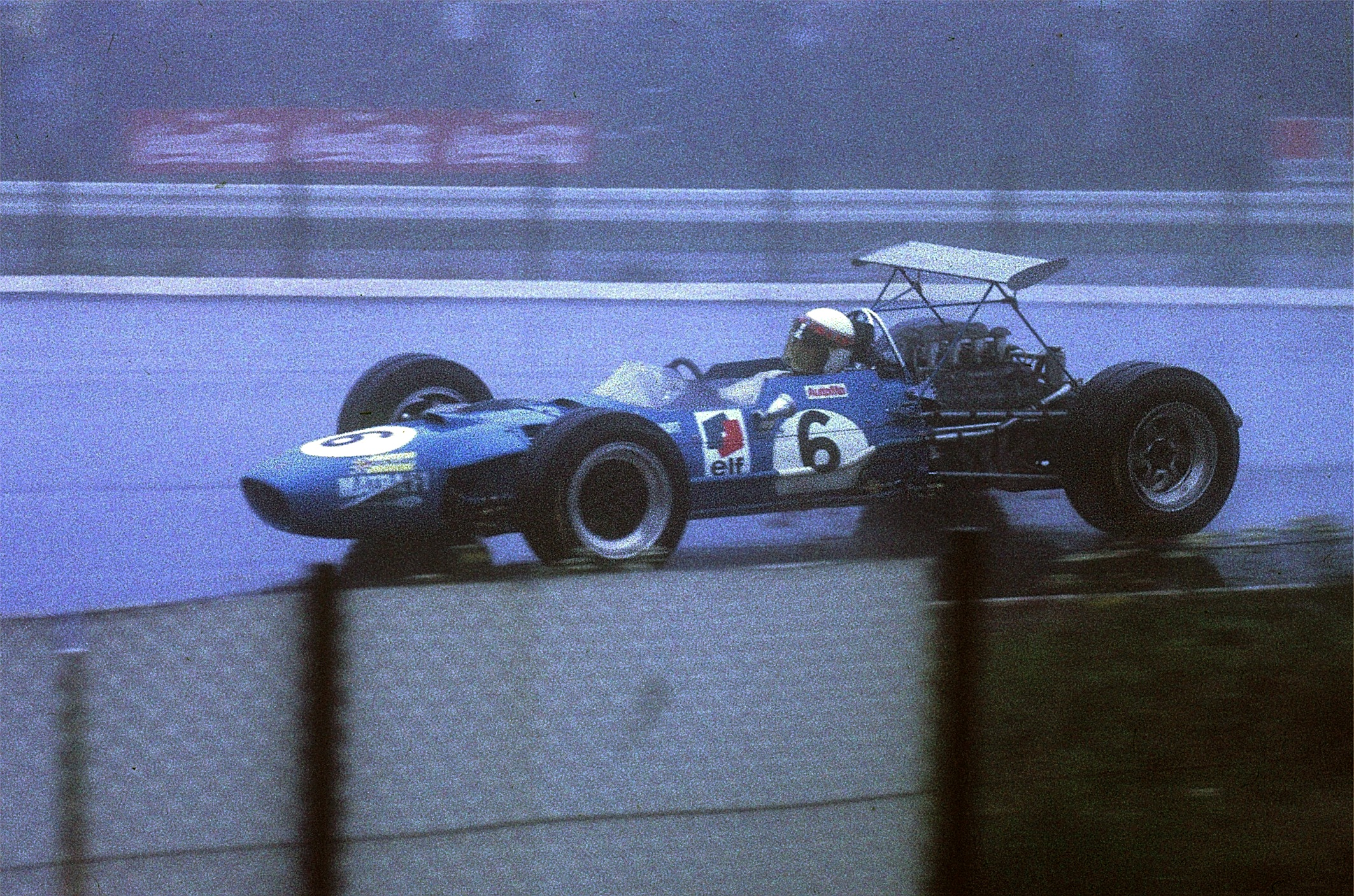
可変空力装置を搭載したF1 マトラ・MS10。
マシンを駆るのはジャッキー・スチュワート。
（写真は1968年ドイツGP）

可変空力装置自体は目新しいものではなく、FIAが1969年のシーズン中に規制し（可動でない空力部品を車体に固定しなければならない、と規定した）、それが変えられることがなかったため、FIAの配下にある（ないし、同じ規制を採用した）レースでは見られなかっただけである。たとえばNASCARの車両に義務付けられているルーフフラップ（en:Roof flap）や、スーパーカーなどで見られる車速に応じてせり出すスポイラーなど、他のカテゴリでは普通に見られるものである。
航空機の翼のような空力部品は、速度記録に挑戦した車ではより古くから見られる（たとえば、en:Thunderbolt (car) には垂直尾翼がある）。可変の空力装置は、通常のレーシングカーでは、固定されたウイングよりもむしろ先に登場しており、メルセデス・ベンツ・300SLRのブレーキ時に立ち上がって空力ブレーキとして働く（メルセデス・ベンツ・300SLR#エアブレーキを参照）ウイングというよりスポイラーに当たる可変空力装置は、1955年に登場している。
レーシングカーにダウンフォースを得るためのウイングが付けられた初期の例としては、ジム・ホールによる1960年代のシャパラル、日本の車ではR381が知られている。ウイングは高速コーナリングには効く半面、抗力を増し、直線でのトップスピードにはマイナスに働くことは考えるまでもなく明らかであり、すぐに走行中の可変機構が開発された。
F1における空力装置の使用は1967年からで、1968年ニュルブルクリンク北コースで開催されたドイツGPにてマトラが、フォード・コスワース・DFVを搭載したMS10と、マトラ・V12エンジンを搭載したMS11で知られるように、すぐに可変の空力装置が見られるようになった。このレースでは同チームの監督をしていたケン・ティレルの愛弟子ジャッキー・スチュワートが2位のグラハム・ヒルに4分以上の大差をつけて優勝を果たした。
その後も他チームがこぞって可変空力装置を採用した。可動方法は、サスペンションのばね下と連動する構造のものなど様々であった。フェラーリはミッションと連動するものを採用した。これはドライバーからも操作できたものの、この装置が原因でジャッキー・イクスはクラッシュ寸前に追いやられたこともある。クーパーでは構造をさらに単純化したものが採用された。1969年開幕時点ではほとんどのチームが採用しており、マクラーレンやロータスではフロントウイングも可変システムを導入していた。しかし同年のスペインGPでウイング破損によるクラッシュが続出。モナコGPから段階的に禁止され、オランダGPで「空力装置は可動不可」「車体に固定」となり、可変空力装置は全面禁止となった。
その後、走行中に可変する空力装置はいかなるものであってもレギュレーションで禁止されていた。これに変化があったのは2009年のF1世界選手権で、可動領域6度、周回辺り計2回の可動が許された可変フロントウイング・フラップとして復活することになった。これは、オーバーテイク促進という点では期待されたほどの効果が見られず、2011年にDRSの導入という形で発展的に解消された。

## F1以外のカテゴリにおけるDRS
ドイツツーリングカー選手権 (DTM) では2013年シーズンよりDRSの使用が認められた。作動条件は「先行車の後方2秒以内にいる場合」で、1周につき1回、コース上のどこでも使用可能である。DTMのリアウィングは1枚翼であるため、作動時にはウィング全体を後ろへ15度傾けることでドラッグを低減することができる。
SUPER GTのGT500クラスは2014年よりDTMと車両規格を統一することになるが、レギュレーションには「JAFの指定するドラッグ抑制システム（DRS）を使用することができる」と記載されている。
パイクスピーク・ヒルクライムではフォルクスワーゲン・ID.Rやアキュラ・NSX タイプS アクティブ・エアロ・スタディなどがDRSを用いている。